# Yoldiella jeffreysi
Yoldiella jeffreysi is een tweekleppigensoort uit de familie van de Yoldiidae. De wetenschappelijke naam van de soort is voor het eerst geldig gepubliceerd in 1877 door Hidalgo.